# Hieraciinae
Hieraciinae je veliki podtribus glavočika, dio tribusa Cichorieae. Postoji pet rodova rasprostranjenih po svim kontinentima osim Australije. U Hrvatskoj je zastupljen samo od brojnih vrsta iz roda runjika (Hieracium).

## Rodovi
1. Andryala L.
2. Hieracium L.
3. Hispidella Barnadez ex Lam.
4. Pilosella Vaill.
5. Schlagintweitia Griseb.